# Церква Пресвятої Трійці (Поморяни)
Церква Пресвятої Трійці в Поморянах — храм УГКЦ у селищі Поморянах Поморянської громади Золочівського району Львівської области України.

## Історія
1718 року за підтримки Якуба Людвиґа Собеського зведено дерев'яний храм Пресвятої Трійці. 1878 року внаслідок аварійного стану святині австрійський уряд заборонив відправляти Службу.
До 1889 року за проєктом Сильвестра Гавришкевича тривало будівництво мурованої церкви, який освятили 15 липня 1890 року. До новозбудованого храму перенесли іконостас, бічні вівтарі, церковні книги та посуд із старішої дерев'яної церкви, яка датується 18 ст. Реконструкцією іконостаса займалися художники Теофіл Копистинський і Корнило Устиянович. 1921 року поліхромія здійснена львівським малярем Петром Сенютою. Свого часу іконостас досліджував історик Михайло Драґан.
Із записів на давній Євангелії відомо, що церкву відвідував митрополит Андрей Шептицький.